# Kanton Bégard
Der Kanton Bégard (bretonisch: Kanton Bear) ist seit 1790 ein französischer Kanton in den Arrondissements Guingamp und Lannion, im Département Côtes-d’Armor und in der Region Bretagne; sein Hauptort ist Bégard.

## Geschichte
Der Kanton entstand am 15. Februar 1790. Von 1801 bis 2015 gehörten sieben Gemeinden zum Kanton Bégard. Mit der Neuordnung der Kantone in Frankreich stieg die Zahl der Gemeinden 2015 auf 23. Nebst den bisherigen sieben Gemeinden des Kantons kamen 7 der 8 Gemeinden des bisherigen Kantons Pontrieux, 6 der 11 Gemeinden des Kantons La Roche-Derrien, 2 von 9 Gemeinden des Kantons Plouaret und 1 von 5 Gemeinden des Kantons Lannion hinzu.

## Lage
Der Kanton liegt im Nordwesten des Départements Côtes-d’Armor.

## Gemeinden

### Kanton Bégard seit 2015
Der Kanton besteht aus 23 Gemeinden mit insgesamt 21.956 Einwohnern (Stand: 1. Januar 2022) auf einer Gesamtfläche von 306,42 km²:
| Gemeinde            | Bretonisch          | Einwohner (2022) | Fläche (km²) | Code Postal | Code INSEE | Arrondissement |
| ------------------- | ------------------- | ---------------- | ------------ | ----------- | ---------- | -------------- |
| Bégard              | Bear                | 4.862            | 36,41        | 22140       | 22004      | Guingamp       |
| Berhet              | Berc'hed            | 272              | 3,23         | 22140       | 22006      | Lannion        |
| Brélidy             | Brelidi             | 316              | 8,14         | 22140       | 22018      | Guingamp       |
| Caouënnec-Lanvézéac | Kaouenneg-Lanvezeeg | 904              | 7,07         | 22300       | 22030      | Lannion        |
| Cavan               | Kawan               | 1.548            | 16,40        | 22140       | 22034      | Lannion        |
| Coatascorn          | Koadaskorn          | 251              | 8,05         | 22140       | 22041      | Lannion        |
| Kermoroc’h          | Kervoroc'h          | 429              | 6,16         | 22140       | 22091      | Guingamp       |
| Landebaëron         | Landebaeron         | 169              | 6,44         | 22140       | 22095      | Guingamp       |
| Mantallot           | Mantallod           | 234              | 2,76         | 22450       | 22141      | Lannion        |
| Pédernec            | Pederneg            | 1.891            | 27,05        | 22540       | 22164      | Guingamp       |
| Ploëzal             | Pleuzal             | 1.227            | 26,24        | 22260       | 22204      | Guingamp       |
| Plouëc-du-Trieux    | Ploueg-Pontrev      | 1.140            | 18,27        | 22260       | 22212      | Guingamp       |
| Pluzunet            | Plûned              | 984              | 22,87        | 22140       | 22245      | Lannion        |
| Pontrieux           | Pontrev             | 1.004            | 1,02         | 22260       | 22250      | Guingamp       |
| Prat                | Prad                | 1.090            | 21,87        | 22140       | 22254      | Lannion        |
| Quemper-Guézennec   | Kemper-Gwezhenneg   | 1.089            | 23,08        | 22260       | 22256      | Guingamp       |
| Quemperven          | Kemperven           | 416              | 7,69         | 22450       | 22257      | Lannion        |
| Runan               | Runan               | 253              | 5,12         | 22260       | 22269      | Guingamp       |
| Saint-Clet          | Sant-Kleve          | 868              | 14,46        | 22260       | 22283      | Guingamp       |
| Saint-Laurent       | Sant-Laorans        | 533              | 8,96         | 22140       | 22310      | Guingamp       |
| Squiffiec           | Skiñvieg            | 752              | 10,80        | 22200       | 22338      | Guingamp       |
| Tonquédec           | Tonkedeg            | 1.201            | 18,01        | 22140       | 22340      | Lannion        |
| Trégonneau          | Tregonev            | 523              | 6,32         | 22200       | 22358      | Guingamp       |
| Kanton Bégard       | Bear                | 21.956           | 306,42       | -           | 2201       | -              |

### Kanton Bégard bis 2015
Der Kanton Bégard umfasste sieben Gemeinden auf einer Fläche von 102,14 km². Diese waren: Bégard, Kermoroc’h, Landebaëron, Pédernec, Saint-Laurent, Squiffiec und Trégonneau.

### Bevölkerungsentwicklung des alten Kantons bis 2015
| 1962  | 1968  | 1975  | 1982  | 1990  | 1999  | 2006  | 2012  |
| ----- | ----- | ----- | ----- | ----- | ----- | ----- | ----- |
| 8 449 | 8 458 | 8 328 | 8 652 | 8 350 | 8 044 | 8 434 | 9.178 |

## Politik
Im 1. Wahlgang am 22. März 2015 erreichte keines der vier Wahlpaare die absolute Mehrheit. Bei der Stichwahl am 29. März 2015 gewann das Gespann Cinderella Bernard (PCF)/Vincent Le Meaux (PS) gegen Aline Elophe/Yvon Garrec (beide Divers droite) mit einem Stimmenanteil von 61,06 % (Wahlbeteiligung:54,85 %).
| Vertreter im conseil général des Départements | Vertreter im conseil général des Départements | Vertreter im conseil général des Départements |
| Amtszeit                                      | Name                                          | Partei                                        |
| --------------------------------------------- | --------------------------------------------- | --------------------------------------------- |
| 1976–2001                                     | Noël Bernard                                  | PCF                                           |
| 2001–2008                                     | Yvon Garrec                                   | DVD                                           |
| 2008–2015                                     | Gérard Le Caër                                | PCF                                           |
| 2015–                                         | Cinderella Bernard Vincent Le Meaux           | PCF PS                                        |